# Palfner See
Der Palfner See (auch Großer Palfner-See und Palfnersee) ist ein See in der Gemeinde Bad Gastein im österreichischen Bundesland Salzburg.

## Geografie
Der Palfner See befindet sich in der Katastralgemeinde Badgastein und im Nationalpark Hohe Tauern. Er liegt auf einer Höhe von 2071 m ü. A. im Tal zwischen den Bergen Graukogel (2492 m ü. A.) im Nordosten, Palfner Seekogel (2529 m ü. A.) im Südosten sowie Feuersang (2476 m ü. A.) und Hoher Stuhl (2335 m ü. A.) im Südwesten. Große Granitgneis-Blöcke begrenzen sein Nordufer. Etwas unterhalb liegt der Kleine Palfner See.
Die Fläche des Palfner Sees beläuft sich auf etwa 4,9 ha. Das relativ seichte Gewässer erreicht eine maximale Tiefe von 12 m. Der westliche Abschnitt ist eher tief, der östliche und vor allem der südliche Abschnitt eher flach. Sein Sediment setzte sich hauptsächlich aus mineralischen Ablagerungen zusammen. Durch den See fließt der Palfner Bach.
Der Palfner See ist im Besitz der Österreichischen Bundesforste. Hier gibt es eine Stempelstelle für Wandernadeln des Österreichischen Alpenvereins.

## Name und Geschichte
Der Name Palfen bedeutet ‚Felsen, Felszacken, Felsstufe, Felsvorsprung, Felshöhle, überhängender Fels‘. Er gelangte vielleicht vom vorrömischen *péllawo- für ‚Fels‘ über das Romanische ins Deutsche und ist vor allem in Tirol, aber auch in anderen Gebieten im Westen Österreichs verbreitet.
Ein 100 ha großes Landschaftsschutzgebiet Palfner See wurde im Jahr 1960 ausgewiesen. Dieses ging im 1978 gegründeten und weitaus größerem Landschaftsschutzgebiet Gasteiner-Tal auf, von dem 1983 unter anderem das Palfner-See-Gebiet in den Nationalpark Hohe Tauern ausgegliedert wurde.

## Ökologie
Der Palfner See ist ein oligotropher (nährstoffarmer) Hochgebirgssee. Im Wasser leben Bachsaiblinge (Salvelinus fontinalis), mit denen der See in den Jahren 1979 bis 1985 besetzt wurde.
Er liegt oberhalb der Waldgrenze. An seinen nördlichen und östlichen Ufern gibt es Bestände der Rostblättrigen Alpenrose (Rhododendron ferrugineum). Nordwestlich und nordöstlich des Sees erstrecken sich Gamswild-Ruhezonen, die von 1. Dezember bis 31. Mai nicht betreten werden dürfen.